# Resolutie 1405 Veiligheidsraad Verenigde Naties
Resolutie 1405 van de Veiligheidsraad van de Verenigde Naties werd op 19 april 2002 unaniem aangenomen. De Veiligheidsraad vroeg dat de Palestijnse bevolking noodhulp zou krijgen.

## Achtergrond
Tussen 1987 en 1993 zorgde een spiraal van geweld ervoor dat honderden Palestijnen en Israëli's omkwamen. Toen dat laatste jaar de Oslo-akkoorden werden getekend, was er weer hoop op een verbetering van de toestand. Er gebeurde echter nauwelijks iets. De bezetting bleef voortduren en de economische situatie verslechterde nog. Een bezoek van Ariel Sharon aan de Tempelberg op 28 september 2000 werd gezien als een provocatie en leidde tot zware rellen. Wat volgde was de Tweede Intifada, waarbij opnieuw vele duizenden omkwamen.
Op 1 april 2002 viel het Israëlisch leger het vluchtelingenkamp bij Jenin in het noorden van de Westelijke Jordaanoever binnen. Dit kamp werd gezien aan de oorsprong van veel terreuraanslagen in de regio. Een week lang werd er hevig gevochten met Palestijnse militanten. Tegen 11 april had het leger heel het kamp bezet. Honderden huizen waren verwoest of zwaar beschadigd. Verschillende landen wilden medische hulp sturen voor de bevolking, maar kregen geen toegang. Pas nadat Israël zich op 18 april had teruggetrokken, konden buitenlandse waarnemers het kamp betreden.

## Inhoud
De Veiligheidsraad:
- Bevestigt de resoluties 242, 338, 1397 en 1402 en 1403.
- Bezorgd om de humanitaire situatie van de Palestijnse bevolking en vooral om de rapporten over doden en verwoesting in het vluchtelingenkamp bij Jenin.
- Vraagt dat de beperkingen op humanitaire operaties, vooral in Jenin, opgeheven worden.
- Benadrukt dat allen de veiligheid van de betrokkenen moeten verzekeren en het internationaal recht respecteren.

1. Benadrukt het belang van humanitaire hulp aan de Palestijnse bevolking.
2. Verwelkomt het initiatief van secretaris-generaal Kofi Annan om de gebeurtenissen in Jenin door een feitenonderzoeksmissie te laten onderzoeken.
3. Besluit op de hoogte te blijven.

Lijst ·  1387 ·  1388 ·  1389 ·  1390 ·  1391 ·  1392 ·  1393 ·  1394 ·  1395 ·  1396 ·  1397 ·  1398 ·  1399 ·  1400 ·  1401 ·  1402 ·  1403 ·  1404 ·  1405 ·  1406 ·  1407 ·  1408 ·  1409 ·  1410 ·  1411 ·  1412 ·  1413 ·  1414 ·  1415 ·  1416 ·  1417 ·  1418 ·  1419 ·  1420 ·  1421 ·  1422 ·  1423 ·  1424 ·  1425 ·  1426 ·  1427 ·  1428 ·  1429 ·  1430 ·  1431 ·  1432 ·  1433 ·  1434 ·  1435 ·  1436 ·  1437 ·  1438 ·  1439 ·  1440 ·  1441 ·  1442 ·  1443 ·  1444 ·  1445 ·  1446 ·  1447 ·  1448 ·  1449 ·  1450 ·  1451 ·  1452 ·  1453 ·  1454